# Rio Sucio (Costa Rica)
Le río Sucio  est une rivière du Costa Rica. Elle prend sa source sur les pentes du volcan Irazu et est un affluent du Río San Juan (Nicaragua).
Elle conflue avec le rio Hondura au niveau de la route 32 à l’entrée du Parc national Braulio Carrillo.
Le rio Sucio (traduction:sale) doit son nom aux dépôts de soufre qui colorent ses eaux, soustraient à son passage au volcan Irazu. 

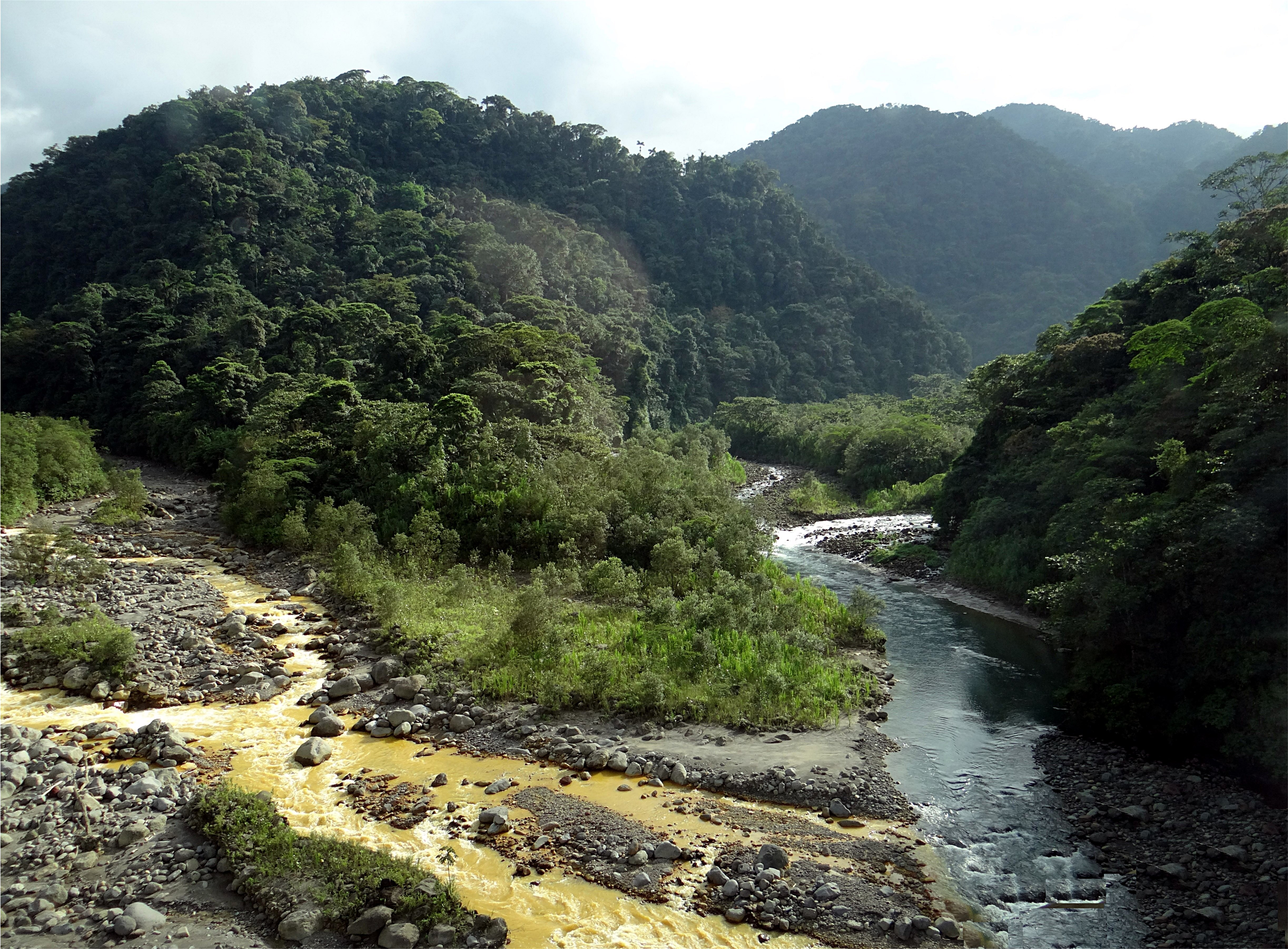
Confluent du Rio Sucio et du Río Hondura